# Gymnocrex
Gymnocrex är ett fågelsläkte i familjen rallar inom ordningen tran- och rallfåglar med tre arter som förekommer från Sulawesi till Nya Guinea:
- Sulawesirall (G. rosenbergii)
- Barögd rall (G. plumbeiventris)
- Talaudrall (G. talaudensis)